# Claude Verlinde
Claude Verlinde (París, 24 de juny de 1927 - París, 19 de setembre de 2020) fou un pintor i gravador francès d'origen flamenc.
Format a l'École nationale supérieure des beaux-arts de París i a l'Académie de la Grande Chaumière, fou considerat com un dels genis de la pintura contemporània, de gran sensibilitat. Sovint, se li ha enquadrat en el surrealisme, postmodernisme, i en altres en l'anomenat realisme imaginari. Se li ha arribat a descriure com "El Bosco del segle XX", influenciat per mestres com El Bosco, Cranach, Francisco de Goya i James Ensor. Des del primer moment, la riquesa de la seva pintura, la seva gran sensibilitat controlada per la tècnica, ha fet que Verlinde sigui un indiscutible artista visionari del nostre temps.